# Икономика на Сърбия
Икономиката на Сърбия е основана на принципите на пазарната икономика, отличава се с най-висок дял на сектора на услугите, следван от промишлеността и селското стопанство. В края на 80-те и началото на 90-те години на XX в. в Югославия, част от която е и Сърбия, се осъществява преход от планова икономика към пазарна такава, но този преход е белязан от граждански войни в Югославия, икономически санкции от страна на ООН между 1992 и 1995 година и бомбардировки през 1999 година от страна на НАТО, при които са унищожени част от инфраструктората и производството, и са загубени много търговски отношения.
Очакванията са номиналният БВП през 2020 г. да достигне 56,886 млрд. щ.д., а по ППП той се очаква да се равнява на 137,294 млрд. щ.д. Най-силните отрасли на сръбската икономика са енергетика, автомобилостроене, производство на машинни части, минно дело и селско стопанство. От най-голямо значение за сръбското стопанство са Белград, който е и столица на Сърбия, седалище на Сръбската народна банка, Сръбската фондова борса и на повечето международни предприятия, развиващи дейност в страната, както и Нови Сад.

## Макроикономически тенденции
| Брутен вътрешен продукт                                           | Брутен вътрешен продукт | Брутен вътрешен продукт | Брутен вътрешен продукт       | Брутен вътрешен продукт |
| година                                                            | БВП (в милиарди USD)    | ръст на БВП             | БВП на човек (USD)(номинален) | БВП на човек (USD)      |
| ----------------------------------------------------------------- | ----------------------- | ----------------------- | ----------------------------- | ----------------------- |
| 2000                                                              | 8.7                     | 4,5%                    | 1160                          | 5713                    |
| 2001                                                              | 11.5                    | 4,8%                    | 1536                          | 6177                    |
| 2002                                                              | 15.3                    | 4,2%                    | 2036                          | 6512                    |
| 2003                                                              | 19.8                    | 2,5%                    | 2640                          | 6857                    |
| 2004                                                              | 23.8                    | 8,2%                    | 3186                          | 7638                    |
| 2005                                                              | 25.3                    | 6,0%                    | 3408                          | 8357                    |
| 2006                                                              | 29.7                    | 5,6%                    | 4009                          | 9141                    |
| 2007                                                              | 39.9                    | 7,1%                    | 5387                          | 10 071                  |
| 2008                                                              | 50.0                    | 5,6%                    | 7054                          | 10 792                  |
| 2009                                                              | 40.4                    | -2,0%                   | 5478                          | 10 679                  |
| Източник: МВФ, Световната икономическа перспектива, октомври 2008 |                         |                         |                               |                         |

## Валута
Стойности на сръбския динар през януари 2009 година са равни на 0.0106 евро и 0.0137 американски долара.